# Corpus mensurabilis musicae
Corpus mensurabilis musicae (Ко́рпус мензура́билис му́зице; принятое сокращение CMM) — серия нотных изданий (главным образом, вокальной) музыки Средних веков, Возрождения и раннего барокко, выпускаемая с 1954 года Американским институтом музыкознания (American Institute of Musicology). Старинные источники транскрибированы в классической пятилинейной нотации, часто с указанием рукописных  разночтений, сопровождаются научным введением, публикацией поэтических текстов и источниковедческими комментариями. По состоянию на 2024 год в серии CMM вышло 114 томов, каждый из которых выпускается (по мере необходимости) в нескольких «тетрадях».
Стандартные требования к изданиям в серии CMM предполагают для каждого титульного автора или подборки (в случае публикации, например, оригинальной рукописи или оригинального старопечатного сборника целиком) приглашение ведущих музыковедов (не только американских), специалистов в данной области. В издании в разное время приняли участие Генрих Бесселер, Нино Пирротта, Вилли Апель, Альберт Си, Гилберт Рини, Бернхард Майер, Гордон Андерсон, Урсула Гюнтер, Ганс Тишлер и другие выдающиеся, признанные во всём мире учёные. Благодаря чрезвычайно высоким научным (особенно по части источниковедения и палеографии) требованиям CMM фактически устанавливает стандарт критического издания для данного памятника старинной музыки или старинного композитора.
Среди изданий CMM собрания (в том числе полные) сочинений Адама де ла Аля, Аркадельта, Мутона, Вилларта, Дюфаи, Брюмеля, Кортеччи, Фесты, Вичентино, Джованни Габриели, Изака, Гомберта, Климента-не-Папы, Компера, Маренцио, Вердело, Пьера де ла Рю, Сермизи, де Роре, Меруло, Александра Агриколы, Томаса Крекийона, Алессандро Гранди, мотетов Арс антиква, итальянской светской музыки Треченто (кроме Ландини), французской светской музыки Арс нова (кроме Машо), авторских и анонимных сочинений начала XV века, кодексов Las Huelgas, Old Hall, Chantilly, труверского репертуара и многих других композиторов и антологий. Композиторы, издания музыки которых существуют и приняли ad hoc статус мирового стандарта (например, Жоскена, Лассо, Палестрины, Монтеверди), в серии CMM не (пере)издаются.